# Ne choču byt' vzroslym
Ne choču byt' vzroslym (Не хочу быть взрослым) è un film del 1982 diretto da Julij Stepanovič Čuljukin.

## Trama
Il film racconta del ragazzo Pavlik, che i suoi genitori fanno molto leggere e studiare bene. Una volta che Pavlik fa visita a sua nonna, che vive nel villaggio, ottiene il permesso per passeggiate indipendenti e decide di andare a Mosca.